# Lista antrenorilor lui FC Brașov

## Antrenori
Aceasta este o listă a antrenorilor echipei FC Brașov de la fondarea sa în anul 1936 pana la desfiintarea sa 2017
| Sezon     | Nume               | Nationalitate | Perioada     | Trofee |
| --------- | ------------------ | ------------- | ------------ | ------ |
| 1957-1962 | Silviu Ploeșteanu  | România       |              |        |
| 1962-1964 | Nicolae Proca      | România       |              |        |
| 1964-1968 | Silviu Ploeșteanu  | România       |              |        |
| 1968-1969 | Nicolae Proca      | România       |              |        |
| 1969-1971 | Valentin Stănescu  | România       |              |        |
| 1971-1975 | Nicolae Proca      | România       |              |        |
| 1975      | Alexandru Meszaros | România       |              |        |
| 1976–1977 | Traian Ivănescu    | România       |              |        |
| 1977–1979 | Constantin Teașcă  | România       | 729 de zile  |        |
| 1980-1981 | Nicolae Proca      | România       |              |        |
| 1981-1982 | Nicolae Pescaru    | România       |              |        |
| 1982-1983 | Ștefan Coidum      | România       | 1095 de zile |        |
| 1984-1985 | Ștefan Coidum      | România       | 1095 de zile |        |
| 1985-1986 | Marcel Goran       | România       |              |        |
| 1986-1989 | Costică Ștefănescu | România       | 1095 de zile |        |
| 1989-1990 | Dumitru Anescu     | România       |              |        |
| 1990-1991 | Ioan Nagy          | România       |              |        |
| 1991      | Csaba Györffy      | România       |              |        |
| 1991      | Nicolae Proca      | România       |              |        |
| 1991-1993 | Paul Enache        | România       |              |        |
| 1993      | Gheorghe Staicu    | România       |              |        |
| 1993-1994 | Nicolae Pescaru    | România       |              |        |
| 1994      | Dorel Purdea       | România       |              |        |
| 1994      | Ion Nagy           | România       |              |        |
| 1995      | Csaba Gyorffi      | România       |              |        |
| 1995-1997 | Viorel Hizo        | România       |              |        |
| 1997      | Mihail Marian      | România       | 91 de zile   |        |
| 1998      | Marin Barbu        | România       |              |        |
| 1998      | Cornel Țălnar      | România       |              |        |
| 1998      | Paul Enache        | România       |              |        |
| 1999-2000 | Ioan Andone        | România       | 365 de zile  |        |
| 1999-2000 | Adrian Hârlab      | România       |              |        |
| 2000      | Florin Halagian    | România       | 112 de zile  |        |
| 2000-2001 | Gabriel Stan       | România       | 180 de zile  |        |
| 2001-2002 | Ilie Dumitrescu    | România       | 183 de zile  |        |
| 2002      | Ferencz Bajko      | România       | 70 de zile   |        |
| 2002-2004 | Marius Lăcătuș     | România       | 548 de zile  |        |
| 2004      | Ioan Lupescu       | România       | 61 de zile   |        |
| 2004-2005 | Gabriel Stan       | România       | 221 de zile  |        |
| 2006      | Cornel Țălnar      | România       | 180 de zile  |        |
| 2006      | Gabriel Stan       | România       | 48 de zile   |        |
| 2008-2009 | Răzvan Lucescu     | România       | 705 de zile  |        |
| 2009      | Nicolò Napoli      | Italia        | 22 de zile   |        |
| 2009-2010 | Viorel Moldovan    | România       | 319 de zile  |        |
| 2010      | Giuseppe Materazzi | Italia        | 4 zile       |        |
| 2010      | Daniel Isăilă      | România       | 161 de zile  |        |
| 2010-2011 | António Conceição  | Portugalia    | 208 de zile  |        |
| 2011      | Pepe Murcia        | Spania        | 21 de zile   |        |
| 2011      | Daniel Isăilă      | România       | 62 de zile   |        |
| 2011-2012 | Marius Șumudică    | România       | 166 de zile  |        |
| 2012      | Ionuț Badea        | România       | 153 de zile  |        |
| 2012      | Sorin Cârțu        | România       | 33 de zile   |        |
| 2012-2013 | Adrian Szabo       | România       | 280 de zile  |        |
| 2013      | Aurel Țicleanu     | România       | 52 de zile   |        |
| 2013      | Alexandru Pelici   | România       | 42 de zile   |        |
| 2013      | Ilie Stan          | România       | 70 de zile   |        |
| 2014      | Cornel Țălnar      | România       | 199 de zile  |        |
| 2014      | Adrian Szabo       | România       | 139 de zile  |        |
| 2015      | Vjekoslav Lokica   | Croația       | 98 de zile   |        |
| 2015      | Adrian Szabo       | România       | 47 de zile   |        |
| 2015      | Cosmin Bodea       | România       | 85 de zile   |        |
| 2015-2016 | Adrian Szabo       | România       | 119 de zile  |        |
| 2016      | Mihai Stere        | România       | 68 de zile   |        |
| 2016      | Adrian Szabo       | România       | 136 de zile  |        |
| 2016-2017 | Cornel Țălnar      | România       | 322 de zile  |        |